# Leetonia

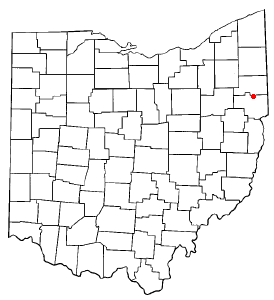
Leetonia na planie stanu Ohio

Leetonia – wieś w USA, w hrabstwie Columbiana, w stanie Ohio.
Według danych z 2000 roku wieś miała 2043 mieszkańców.